# خانه صدرالسادات (۱)
خانه صدرالسادات (۱) مربوط به اوایل دوره قاجار است و در جنوب غربی فردوس، خیابان رسالت، کوچه دهم، شهر تاریخی تون واقع شده و این اثر در تاریخ ۱۴ اسفند ۱۳۸۵ با شمارهٔ ثبت ۱۷۸۷۵ به‌عنوان یکی از آثار ملی ایران به ثبت رسیده است.